# まむしの兄弟 傷害恐喝十八犯
『まむしの兄弟 傷害恐喝十八犯』（まむしのきょうだい しょうがいきょうかつじゅうはっぱん）は、1972年8月25日に公開された日本映画。製作は東映京都撮影所。『まむしの兄弟』シリーズの第4作。滋賀県大津市を舞台に、主人公と同じ「まむしの兄弟」を名乗る老侠客との共闘が描かれる。
封切り時の同時上映作品は『女囚701号/さそり』（監督：伊藤俊也、主演：梶芽衣子）。

## ストーリー
18回目の懲役を終えた政（まさ）が、子分の勝（かつ）の出迎えを受けたところ、同時に出所したヤクザ組織・矢東会会長の山崎が銃で狙撃されかける。2人は金儲けの欲から狙撃犯を捕らえようとするが失敗する。
地元の神戸ですることのない2人は、気晴らしに大津市の琵琶湖畔にある歓楽街「おかめ横丁」に向かう。無銭飲食を起こした政と勝が「神戸のまむしの兄弟や」と名乗ると、居合わせた2人の老人・鉄と辰に痛めつけられ、やっとの思いで逃げ出す。鉄と辰は、戦前から偶然同じ「まむしの兄弟」を名乗っており、仁義を欠いているとして怒りを買ったのだった。その「おかめ横丁」は、リゾート開発を目指す東栄建設によって立ち退きを迫られており、矢東会が地上げ屋となって住民にあらゆる嫌がらせを行っていた。
翌朝、東栄建設のダンプカーが農夫を転ばせたのを目撃した政と勝は、慰謝料を横取りするために東栄建設の現場事務所を襲う。そこに喧嘩の腕を見込んだ山崎が現れ、地上げの事情を明かさずに鉄と辰を懲らしめることを依頼する。政と勝はバキュームカーで横丁に乗り込むが、鉄の娘・お藤が仲裁に飛び出す。政はお藤に一目惚れする。お藤の説明を聞いた政と勝は矢東会のたくらみを理解し、おかめ横丁の住民となって街を守ることを決意する。単身で東栄建設本社へ乗り込んだ政は、山崎に横丁から手を引くよう誓約書を書かせるが、法的にはなんの意味もなさないものだった。
かつての狙撃犯・リキがふたたび山崎を襲うが、返り討ちに遭い、捕らわれる。リキの目的は兄のかたき討ちだったが、おかめ横丁の刺客だと早合点した山崎は、行政に手を回し、人々の住む建物を強制執行で破壊させ始める。抵抗のため政と勝は最後まで残った建物内に居座るが、駆け付けた機動隊に威力業務妨害罪で逮捕されてしまう。怒りの収まらない鉄は単身で矢東会に乗り込むが、惨殺される。辰は酒浸りとなり、闘志を失う。
数日後、政と勝は釈放される。お藤から鉄の死を聞いた2人は、ドスを片手に東栄建設本社に乗り込む。脱出したリキも加勢する。ダイナマイトを隠し持っていたリキの自爆によって一味は一網打尽となり、政と勝は互いをねぎらいながら夜闇に消えていった。

## キャスト
- 政太郎（ゴロ政） - 菅原文太
- 勝次（不死身の勝） - 川地民夫
- リキ - 渡瀬恒彦
- お藤 - 北林早苗
- 洋子（新開地の女） - 女屋実和子
- 花江（新開地の女） - 三島ゆり子
- 鉄 - 殿山泰司
- 片岡（東栄建設の顧問弁護士） - 菅貫太郎
- 辰 - 北村英三

- 文麗（極楽浄土教教祖） - 八木孝子
- 老婆 - 武智豊子
- 白坂（矢東会幹部） - 高宮敬二
- 油大（矢東会組員） - 国一太郎
- 丸目（矢東会組員） - 西田良
- 定吉（ホルモン焼き屋の店主） - 汐路章
- 安子（ホルモン焼き屋の女将） - 丸平峰子
- 横丁の住人 - 紅かおる
- 大賀（矢東会組員） - 志賀勝
- 警部補 - 川浪公次郎
- 執行吏 - 唐沢民賢
- 相川（矢東会組員・山崎の運転手） - 誠直也
- 現場監督 - 秋山勝俊
- 刑事 - 白川浩二郎
- 元町商店街の若い女 - 東映子
- オートバイの男 - 有田剛、森谷譲、峰蘭太郎
- 作業員 - 司裕介
- 自転車の農夫 - 佐川秀雄
- 医者 - 村居京之輔
- 作業員 - 奈辺悟
- 商店主 - 木谷邦臣
- クレジットなし
  - 医者の妻 - 星野美恵子
  - 矢東会組員 - 小峰一男
  - 大津駅前のチンピラ、矢東会組員（二役） - 福本清三

- 東（東栄建設社長） - 遠藤辰雄
- 作田（矢東会幹部） - 天津敏
- 山崎（矢東会会長） - 待田京介

## スタッフ
- 監督 - 中島貞夫
- 企画 - 俊藤浩滋、橋本慶一
- 原案 - 斯波道男
- 脚本 - 佐治乾、蘇武道夫
- 撮影 - 山岸長樹
- 照明 - 中山治雄
- 録音 - 荒川輝彦
- 美術 - 井川徳道
- 音楽 - 広瀬健次郎
- 編集 - 宮本信太郎
- 助監督 - 篠塚正秀、深尾道典
- 記録：田中美佐江
- 装置：近藤幸一
- 装飾：西田忠男
- 美粧結髪：東和美粧
- スチール：藤本武
- 演技事務：伊駒実麿
- 衣裳：豊中健
- 擬斗：土肥淳之祐
- 進行主任：俵坂孝宏